# 量子神秘主義
量子神秘主義（英語：Quantum mysticism），是指一些受量子力學和量子物理學的原理和解釋所啟發，而產生對超自然力量、神秘主義、形上學、意識、靈魂及宗教的思想和解釋。常見於新宗教運動的思想。量子神秘主义被大多数科学家和哲学家认定为伪科学或是骗术。

## 早期争议
量子神秘主义诞生于1920年代将量子力学应用于人类的意识的探索的过程中，當時一些有名的量子物理学家（如埃尔温·薛定谔），也倾向支持量子神秘主义。但是也有很多量子物理领域同样有名的物理学家，如阿尔伯特·爱因斯坦和马克斯·普朗克，反对量子神秘主义。而尼尔斯·玻尔拒绝承认爱因斯坦等人的指控，认为他們误将用量子力学解释人类的意识的行为归咎为神秘主义。这场争论直到薛定谔在1958年的演讲被认为“标志着量子神秘主义争议在那个时代的落幕”才有初步共识。今天的大多数科学家相信科學實在論，不再认为量子力学可以解释意识。
宗教学者奥拉夫·汉默表示，维尔纳·海森堡曾对印度非常感兴趣，以至于他曾获得“佛陀”的绰号。然而，汉默进一步指出在海森堡1959年的著作《物理与哲学》中并没有支持量子神秘主义的实质观点。此外，汉默认为“事实上在书中海森堡详尽讨论了量子神秘主义，并最终采用了非神秘主义的哥本哈根解释”。汉默继续补充道“薛定谔对印度教神秘主义的研究并没有让他走上与大卫·鲍姆或弗里乔夫·卡普拉等量子形而上学家相同的道路”。汉默还引用了薛定谔传记作者瓦尔特·穆尔的话“至此，这两种兴趣（量子物理学和印度教神秘主义）（在薛定谔的身上）神秘地‘互相分离’了”。
然而，有关量子神秘主义的争论直到今天依然毫无停止的跡象：许多像羅傑·潘洛斯这样受人尊敬的当代物理学家坚持将意识解释为量子现象的延伸，并提出了量子心灵假设。

## 维格纳的假说
1961年，美国物理学家尤金·维格纳发表了题为“量子身-心问题”的论文，维格纳在论文中认为量子物理学中人的意识起到了非常重要的作用，他的这篇论文与冯·诺依曼的著作形成了量子力学诠释中的冯诺依曼/维格纳诠释:93。虽然他的论文和理论为其他人后来的神秘主义学工作提供了灵感，但维格纳的观点被认为属于哲学范畴，与之后的神秘主义有所不同。

## 量子神學的出現
自二十世紀末起，有許多量子哲學家開始試圖以量子科學理論詮釋神學理論以挑戰頗為流行但難以解答許多關於量子物理學的問題的客觀唯物論的論點和試圖使傳統宗教的教義更加符合現今科學的發展，他們當中 部份人所持有的觀點建基於天主教或更正教的教義，也有部份人所持有的觀點建基於佛教、印度教或其他一些宗教的教義，這個新形成的分支被稱為量子神學，但它與與新紀元運動有關的量子神秘主義不盡相同。

## 与新宗教运动之間的结合
1970年代早期，新宗教运动开始融合量子物理学的思想：首先是阿瑟·库斯勒、劳伦斯·洛杉等人在著作中暗示一些超心理学现象可以由量子力学来解释:32；之后是许多支持量子神秘主义并探究超心理学的物理学家组成的基础务理小组；再之后是超觉静坐以及各种神秘主義与量子物理结合的实践。受维格纳假说影响，基础务理小组的成员弗里乔夫·卡普拉写出了《物理学之道-近代物理学与东方神秘主义》一书，这本拥护量子神秘主义的著作在公众中广受欢迎:32。1979年，加里·祖卡夫出版了《舞动的物理大师们》一书，该书被认为继承了卡普拉的思想:32。基础务理小组后来被学界认为应当为“ 大量关于量子力学的伪科学废话”负责。

## 现状
与之前20世纪时的哲学上的神秘主义不同，今日的量子神秘主义更多的是指其新宗教运动的那一部分。由于这些理论事实上只是与量子物理学恰好相符，这些理论被认为是一种伪科学以及对量子力学的绑架。美國物理学家默里·盖尔曼以“量子梦话”來讽刺对于量子物理学在其他事物上的滥用。
这种误用的一个例子是一位新宗教运动的教主狄巴克·乔布拉的“量子理论”，该理论认为人变老是由于量子物理下的意识决定的，他在其著作《量子疗法》和《不老的身心》中进一步阐释了他的观点。乔布拉因此获得了1998年的搞笑諾貝爾獎。
2004年上映的电影《我们到底知道多少！？》探讨了一系列与物理学有关的新宗教运动思想观念。该片由美國通靈師傑西奈的所创立藍慕沙啓蒙學院拍摄，她称该片是受一35,000岁无形实体藍慕沙的思想指导下拍摄的。基础物理小组的成员弗莱德·艾伦·沃尔夫指责该电影误用了许多量子物理学中的概念：如不确定性原理和观测者效应。此外他还指责该片误用了一些生物学和医学的概念。许多影视评论者批评该电影实际上是在传播伪科学。
哲学家、政治家芭芭拉·埃伦赖希曾讽刺道：
我喜欢量子物理，因为量子物理可以成为嘲笑一切其他科学的借口——从量子物理学看来万事皆虚、万物皆空、心想事成。所以如果你多幻想，你就能帮助伪科学家们重新塑造世界。——芭芭拉·埃伦赖希，皇家文藝學會

## 量子波动速读
量子波动速读是中国大陸一些培训机构声称使用量子力学现象进行快速阅读的技巧，在2019年10月引发媒体广泛报道，并在中国大陆受到多方质疑。《北京青年报》评论，这种阅读法明显有悖常识、属于伪科学。2020年1月，中华人民共和国国务院教育督导委员会办公室发布对培训机构违规培训的查处情况通报，其中，多家量子波动速读培训机构被关停。

## 扩展阅读
对量子神秘主义持积极态度的出版物
- 弗里乔夫·卡普拉（英语：Fritjof Capra）, 《物理学之道-近代物理学与东方神秘主义（英语：The Tao of Physics）》, Shambhala Publications, 1975
- Chopra, Deepak. . New York: Bantam Books. 1989  [2020-10-08]. ISBN 0-553-05368-X. OCLC 18589769. （原始内容存档于2022-05-07）.
- Froböse, Rolf. . Norderstedt. ISBN 978-3-8482-3445-5. OCLC 864110285.
- Grim, Patrick.  2nd ed. Albany: State University of New York Press. 1990. ISBN 0-7914-0204-5. OCLC 21196067.
- LeShan, Lawrence L. . New York: Helios Press. 2003, ©1974. ISBN 1-58115-273-6. OCLC 51587510.
- Toben, Bob.; Wolf, Fred Alan.  1st ed. New York: Dutton. 1975  [2020-10-08]. ISBN 0-525-47399-8. OCLC 1679275. （原始内容存档于2022-05-06）.
- Talbot, Michael.  1st ed. New York: HarperCollins Publishers. 1991. ISBN 0-06-016381-X. OCLC 23218578.
- Talbot, Michael.  Rev. and updated ed. London: Arkana. 1992. ISBN 0-14-019328-6. OCLC 28901139.
- Talbot, Michael. . Toronto: Bantam Books. 1988. ISBN 0-553-34480-3. OCLC 16923959.
- Walker, Evan Harris. . Cambridge, Mass.: Perseus Books. 2000  [2020-10-08]. ISBN 0-7382-0234-7. OCLC 43535566. （原始内容存档于2022-05-23）.
- Wilber, Ken.  Rev. ed. Boston: Shambhala. 2001. ISBN 1-57062-768-1. OCLC 47092015.
- 加里·祖卡夫（英语：Gary Zukav）, 《舞动的物理大师们（英语：The Dancing Wu Li Masters）》, 1980, ISBN 0-553-26382-X
- Zelitchenko, Alexander. . . iUniverse. 2001-08: 47. ISBN 978-0-595-19412-4 （英语）.

对量子神秘主义持消极态度的出版物
- Jones, Richard H. . New York: Jackson Square Books. 2010. ISBN 978-1-4392-6682-3. OCLC 651026196.
- Scerri, Eric R. . American Journal of Physics. 1989-08, 57 (8): 687–692. ISSN 0002-9505. doi:10.1119/1.15921 （英语）.
- Michael Shermer, "Quantum Quackery" （页面存档备份，存于）, 《科学美国人》, January 2005
- Stenger, Victor J. . Amherst, N.Y.: Prometheus Books. 1995  [2020-10-08]. ISBN 1-57392-022-3. OCLC 32820493. （原始内容存档于2022-05-12）.
- Victor J. Stenger, "Quantum quackery （页面存档备份，存于）", 《Skeptical Inquirer》, Vol. 21. No. 1, January/February 1997, pp. 37ff, criticism of the book The Self-Aware Universe by Amit Goswami（葡萄牙语）